# 宁波市鄞州第二医院
宁波市鄞州第二医院，又称宁波大学附属泌尿肾病医院、宁波市泌尿肾病医院，是中国浙江省宁波市鄞州区的一所公立综合性医院，医院成立于2006年9月13日，为三级乙等医院，为鄞州区第二医院医共体总医院。